# 잉에 1세 (노르웨이)

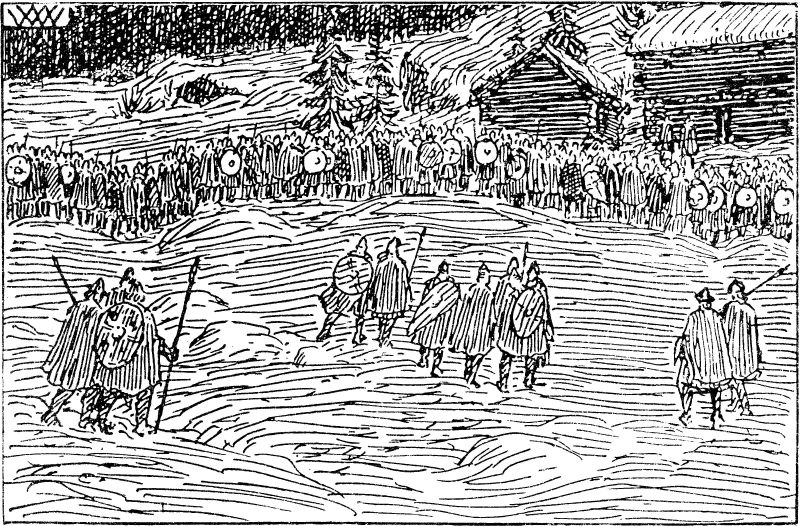
1161년에 일어난 오슬로 전투에 참전한 잉에 1세의 군대

잉에 하랄손(노르웨이어: Inge Haraldsson, 고대 노르드어: Ingi Haraldsson)은 1136년부터 1161년까지 재위한 노르웨이의 국왕(잉에 1세)이다. 그의 재위 기간은 노르웨이 역사에서 내전기라고 알려진 시기가 시작된 시점에 있었으며, 재위 내내 그는 단독 국왕으로 있어보지 못했다. 신체 장애로 인해 꼽추왕 잉에(노르웨이어: Inge Krokrygg 잉에 크로크뤼그[*], 고대 노르드어: Ingi krókhryggr)라는 별칭으로 알려져 있으나, 중세 시대 사료에서 이런 별칭이 등장한 바는 없다.

## 어린 시절과 즉위
잉에는 노르웨이 왕 하랄 4세와 그의 아내 잉그리드 랑발스도테르 사이에서 태어난 유일한 아들이었다. 하지만 당시에, 친생자는 왕위 계승을 결정하는 데 결정적 요인은 아니었다. 잉에는 노르웨이 동부 지역에서 Ögmund 혹은 Ámund Gyrðarson이라는 인물한테서 길러졌다. 그러다 1136년에 그의 아버지 하랄이 왕위주장자 시구르 슬렘베에게 살해당하고 말았다. 겨우 한 살이었던 잉에는 인근 사릅스보르그 지역의 팅그에서 왕으로 임명됐다. 또한 미성년자이던 그의 배다른 형제들인 망누스와 시구르도 다른 팅그에서 왕으로 지명됐다. 이들을 대리하는 후견자들은 시구르 슬렘베와 그의 동맹이자 옛 국왕인 장님왕 망누스에 대항하는 군대를 조직하였다. 1139년에 이들은 홀멘그로 전투에서 패하고 전사한다. 사가 '모르킨스킨나'와 '헤임스크링글라'에 따르면, 잉에의 질환이 1137년에 벌어진 전투 중에 그의 근위병 중 하나 때문에 전투 중에 비롯한 것이라고 한다: “...그의 등은 굽었고, 발 한쪽은 반대쪽보다 짧았다.  그리고 그는 몹시나 연약해서 생전 거의 걸어다니지 못 했다.” 덴마크인 연대기작가 삭소 그라마티쿠스는 그가 어렸을 때 바닥에 떨어지고 난 뒤에 곱추가 되었다고 하는 다른 설명을 하였다. 잉에, 시구르, 망누스 등이 미성년자 시절에, 노르웨이는 이들의 후견인들을 통해 평화적으로 통치되었으며, 이 후견인들 중에 가장 중요했던 인물은 잉에의 어머니이자 왕비였던 잉그리드였다. 알려진 것이 거의 없는 망누스는 1140년대 어느 시점에 죽고 말았다. 1142년에 손위였던 4세의 형제 외위스테인은 성장기를 보낸 스코틀랜드에서 노르웨이로 건너왔다. 하랄 길리는 죽기 전에 외위스테인을 아들로 인지하였고, 이에 따라 외위스테인은 왕국의 일부를 받게 되었다.

## 성인 시절과 재위 기간
노르웨이 왕국의 분할이 영토적으로 이뤄진 것은 아닌 것으로 보이며, 모든 형제들은 나라의 모든 부분에서 동등한 제왕적 지위를 갖고 있던 것 같다. 사가들에 의하면, 형제 간의 관계는 이들의 후견인들이 살아있는 한 평화로웠다고 한다. 이들의 재위 기간인 1152년 니다로스 (트론헤임) 지역에 독자적인 노르웨이의 대주교구가 설립되기도 했다. 이들의 후견인들이 죽고, 형제들이 자라나면서, 분쟁이 발발하고 만다.
1155년, 베르겐에서 열린 형제들 간의 회의 중에 잉에 측 사람들과 시구르 측 사람들간의 싸움이 일어나고 마는데, 이때 시구르가 살해당하는 일이 벌어졌다. 외인스테인은 이 회의에 늦게 도착했었는데, 시구르가 죽고 나서 베르겐에 당도했었다. 불안정한 합의가 잉에와 외인스테인 간에 이뤄졌다. 베르겐에서의 싸움 원인은 미제로 남아 있다. 사가에 의하면, 외인스테인과 시구르가 잉에의 왕위를 박탈하고 왕국에 대한 그의 몫을 나눠 가질 계획을 했었다고 한다. 일부 현대 역사가들은 이에 대해 의문을 품으며, 잉에의 공격적 행보에 대한 변명으로 판단하고 있다. 어떻든 간에, 잉에와 외인스테인 사이의 평화는 1155년 사건 이후로 오래 가지 못 했다. 1157년에, 양 측은 충돌을 대비하여 군대를 모았다. 잉에의 병력은 외인스테인 측보다 수적 우세였고, 모스테르 인근 서쪽 해안가에서 이들은 충돌했으며, 외인스테인의 군대는 패하고 말았다. 외인스테인은 달아날 수밖에 없었고 몇 년 뒤 보후슬렌에서 잡혀 죽고만다.
잉에는 이제 형제들 중에 유일하게 남은 자였다. 그러나 시구르와 외인스테인의 지지자들은 시구르의 아들 어깨 넓은 호콘을 추대하며 집결했다. 이들은 잉에에 맞서 싸움을 재개했다. 'Heimskringla'는 잉에가 족장들 (렌드만)사이에서 인기가 있었다고 언급하는데 이들에게 왕국의 운영에 대한 큰 발언권을 허락했기 때문이었다고 한다. 잉에의 조언자들 중에 가장 핵심자는 '렌트만'인 그레고리우스 닥손이었고, 다른 유력한 인물로 엘링 스카케가 있었다. 아들보다 오래 살았던 잉에의 어머니 역시도 그의 집권기 내내 유력 인사로 있던 것으로 보인다.
1161년 1월 7일, 그레고리우스는 호콘 왕의 병력 측의 산병전 중에 전사하고 말았다. 같은 해 2월 3일에 잉에는 오슬로 근처 호콘 왕과의 전투에서 병력을 지휘하다가 패하고 전사하였으며, 그의 가신인 구뢰르 올라프손이 이끌던 잉에 측 다수가 군도 왕국으로 도망쳤고, 호콘 왕에게 귀순하였다. 잉에는 오슬로의 성 할바르 교회에 묻혔다.

## 여파
1129년부터 1155년까지 잉에 왕과 그의 형제들이 미성년자였던 평화로운 시기는 1240년까지 지속된 노르웨이 내전기 동안 가장 장기간의 평화 시기였다. '헤임스크링글라'는 잉에를 이렇게 묘사한다:
잉에 왕은 얼굴 면에서 형제들 중에 가장 잘생긴 이였다. 그는 노란색이지만 약간 얇은 머리칼을 가지고 있었으며, 머리털은 상당히 곱슬이 졌다. 그의 키는 외소했다. 그는 혼자 돌아다니니가 어려웠는데, 한쪽 발이 여위고 약했고, 등과 가슴 모두에 혹이 달려 있었기 때문이었다. 그는 말을 즐겁게 했고, 친우들에게 친절하였고, 너그러웠으며, 다른 족장들이 국정 운영에 있어 조언을 하게 해주었다. 따라서 그는 널리 인기가 있었다. 그리고 이 모든 것들은 그의 측으로 왕국과 사람들이 모이게 해주었다.s:Heimskringla/Saga of Sigurd, Inge, and Eystein, the Sons of Harald#Habits and Manners of Harald's Sons.
잉에가 죽은 뒤, 그의 지지자들은 렌트만 엘링 스카케와 그의 아들 망누스 엘링손의 뒤를 따랐다. 이 세력은 가끔 '렌트만 세력'이라 일컬어진다. 잉에 왕에 대한 사가는 자녀에 대해 언급하지 않으나, 스베레 국왕에 대해 난을 일으킨 왕위주장자 욘 쿠블룽 (1188년 사망)은 자신이 잉에의 아들이라 주장했다.

## 문헌 자료
잉에 재위에 대한 주요 자료들은 왕들의 사가인 헤임스크링글라, 파그르스킨나, 모르킨스킨나, 아우그리프 등이다. 앞에서부터 세 가지 사가들은 1150년과 1170년 사이 어느 시기에 쓰여 좀더 동시대 사료라고 할 수 있는, 더 오래된 사가인 흐리갸르스티키를 일부 기반으로 하고 있다. 흐리갸르스티키 자체는 남아 있지 않다.

## 참고 문헌
- Matthew James Driscoll (ed.); (1995). Agrip Af Noregskonungasogum. Viking Society for Northern Research. ISBN 0-903521-27-X
- Kari Ellen Gade & Theodore Murdock Andersson (eds.);  (2000) [Morkinskinna: The Earliest Icelandic Chronicle of the Norwegian Kings (1030–1157)]. Cornell University Press. ISBN 0-8014-3694-X
- Alison Finlay; editor and translator (2004). Fagrskinna, a Catalogue of the Kings of Norway. Brill Academic Publishers. ISBN 90-04-13172-8
- Snorri Sturluson; translator Lee M. Hollander (repr. 1991). Heimskringla : History of the Kings of Norway. University of Texas Press. ISBN 0-292-73061-6